# Jaakko Niemi
Jaakko Tapio Niemi (Valkeala, 28 novembre 1961) è un ex biatleta finlandese.

## Biografia
Nato a Valkeala, comune finlandese in seguito accorpato a Kouvola, in Coppa del Mondo ottenne il primo risultato di rilievo il 19 gennaio 1989 a Borovec (55°) e l'unico podio il 14 dicembre 1994 a Pokljuka/Bad Gastein (3°).
In carriera prese parte a un'edizione dei Giochi olimpici invernali, Albertville 1992 (57° nella sprint, 8° nella staffetta), Nagano 1998 (27° nella sprint, 9° nell'individuale, 4° nella staffetta), e a tre dei Campionati mondiali (43° nella sprint a Ruhpolding 1996 il miglior piazzamento).

## Palmarès

### Coppa del Mondo
- Miglior piazzamento in classifica generale: 24º nel 1993
- 1 podio (individuale[1]):
  - 1 terzo posto